# Calvaire du XVIIIe siècle à Ploumilliau
Le calvaire du XVIIIe siècle est situé à Ploumilliau en France.

## Localisation
Le calvaire est situé sur la commune de Ploumilliau, rue Croaf-Ogès, dans le département des Côtes-d'Armor en région Bretagne.

## Description
Le calvaire se situait auparavant dans l'ancien cimetière entourant l'église.

## Historique
Le calvaire est inscrit au titre des monuments historiques par arrêté du 14 mai 1925.